# سوسبيتر ماشاج
سوسبيتر ماجيتا ماشاج (مواليد 10 أكتوبر 1956) (بالإنجليزية: Sospeter Magita Machage)‏ هو دبلوماسي وطبيب كيني، كان سفيرا لكينيا لدى روسيا في الفترة من 2005 إلى 2010.

## سيرته
تحصل على درجة الدكتوراة في الطب (طبيب وجراحة عامة) من جامعة خاركيف ومعهد ولاية القرم الطبي في عام 1983.
في عام 2005 التحق بالجامعة الروسية لصداقة الشعوب حيث حصل على درجة الماجستير مع مرتبة الشرف، وماجستير في العلاقات الدولية في عام 2009. وهو يعمل حاليا للحصول على درجة الدكتوراه في العلاقات الدولية في الجامعة نفسها.
في عام 2007 أصبح أستاذا وأكاديميا في أكاديمية مشاكل الأمن والدفاع والنظام (روسيا).